# Mónica Kräuter
Mónica Kräuter   (1967) és una química i professora veneçolana de la Universitat Simón Bolívar.
Kräuter va guanyar notorietat durant les protestes en Veneçuela de 2017 a causa del seu estudi de les bombes de gas lacrimogen i els seus consells de com protegir-se contra el gas.

## Biografia
Mònica Kräuter es va graduar com química de la Universitat Simón Bolívar el 1993, amb un màster en química i medi ambient el 2000, i ha estat professora de la universitat en el Departament de Sistemes i Processos. El 2014 va publicar un estudi en el qual es van analitzar milers de bombes de gas lacrimogen disparades per les autoritats veneçolanes durant les protestes d'aquest any. Com a resultat de les seves troballes, que concloïen que el gas en qüestió podia ser fatal, va rebre desenes de trucades per telèfon amenaçadores i visites de les forces de seguretat.
Ha explicat que la majoria dels cartutxos utilitzen el component principal de gas CS, subministrat pel Còndor del Brasil, que reuneix els requisits de la Convenció de Ginebra, però que el 72% dels gasos lacrimògens utilitzats estaven caducats i altres recipients produïts a Veneçuela per CAVIM no mostren etiquetes o dates de caducitat adequades. Kräuter assenyala que el gas lacrimogen caducat «es descompon en cianur, fosgen i nitrats que són molt perillosos». Kräuter ha advertit contra l'ús de vinagre per neutralitzar els efectes dels gasos lacrimògens ja que és un àcid, indicant l'ús de bicarbonat de sodi o antiàcids com ara Maalox al seu lloc.
En 2018 va aparéixer a la llista d'Americas Quarterly com una de les 10 persones que (algun dia) reconstruiran Veneçuela.